# Bembidion callidum
Bembidion callidum är en skalbaggsart som beskrevs av Thomas Casey. Bembidion callidum ingår i släktet Bembidion och familjen jordlöpare. Inga underarter finns listade i Catalogue of Life.